# Charles Gueullette
Pour les articles homonymes, voir Gueullette.
Charles Gueullette, né le 12 octobre 1834 à Paris 3e et mort le 11 juin 1892 à Paris 9e, est un critique d’art et de théâtre français.

## Biographie
Entré comme surnuméraire à l'administration centrale des finances, le 27 mars 1857, Gueullette y a effectué toute sa carrière pour terminer comme sous-chef de bureau de première classe, le 1er janvier 1880, à Choisy-le-Roi. Petit-fils du conseiller au Parlement, Thomas-Simon Gueullette, il a procédé à une réédition érudite des célèbres parades de son aïeul.
Il a écrit un certain nombre d’ouvrages sur le théâtre et la peinture. Il est surtout connu pour son Répertoire de la Comédie-Française en 8 vol., et ses Acteurs et Actrices du temps passé en 14 vol.
Chevalier de la Légion d’honneur, Officier de l'Instruction publique, chevalier de Charles III d’Espagne, membre du comité de la Société des sciences morales, des lettres et des arts de Seine-et-Oise et de la Société des gens de lettres, il a été inhumé, à sa mort de la rupture d’un anévrisme, au cimetière de Montmartre.

## Décorations
- Chevalier de la Légion d'honneur
- Officier de l'Instruction publique
- Chevalier de l'ordre de Charles III

## Publications

### Ouvrages
- Études historiques sur la dynastie des Bourbons d’Espagne : communications faites aux séances de la Société des Sciences morales de Seine-et-Oise, Versailles, A. Montalant, 1862, 1 vol., 104 p., in-18.
- Les Peintres de genre au salon de 1863, Paris, Gay, 1863, 1 vol. III-67 p., in-32.
- Les Peintres espagnols : études biographiques et critiques sur les principaux maitres anciens et modernes, Paris, Gaux, 1863, 1 vol. (II-167 p., in-18.
- Quelques paroles inutiles sur le salon de 1864, Paris, Castel, 1864, 33 p., in-8.
- Les Ateliers de peinture en 1864, visite aux artistes. 1re série, Paris, Castel, 1864, in-18, 147 p.
- Une heure dans le bleu, Paris, Librairie générale des auteurs, 1867, in-18, 207 p.
- Crêpes noirs, crêpes roses, nouvelles et fantaisies, Paris, L. Marpon, 1869, in-18, X-148 p.
- Récits espagnols, Paris, Librairie de la Société des gens de lettres, 1874, in-18, 317 p.
- Les Cabinets d’amateurs à Paris. Collection de M. le comte Henri de Greffulhe, Paris, J. Claye, 1877, in-4°, 31 p., fig.
- Michel Baron, Paris, Librairie des Bibliophiles, 1880, 24 p.: 1 portr. front., in-8 °.
- Mlle Constance Mayer et Prud’hon, Paris, A. Detaille, 1880, in-4°, 49 p., fig. et portr.
- Acteurs et actrices du temps passé  (ill. Adolphe Lalauze), t. 1-8, Paris, Librairie des bibliophiles, 1880-1881, 14 vol. ill., 25 cm.
- Répertoire de la Comédie-française, portraits gravés par Eugène Abot, Librairie des bibliophiles, 1885-1892, 8 vol., portr., in-16.
- Notes et renseignements inédits sur Prud’hon et sa famille, Paris, Gazette des Beaux-Arts, 1885, in-4, 15 p.

### Éditeur scientifique
- Thomas-Simon Gueullette, Parades inédites, préface de Charles Gueullette, Paris, Librairie des bibliophiles, 1885, xii-291 p., 20 cm.